# 魯卡斯·廷德爾
魯卡斯·菲臘·廷德爾（英語：Lucas Philip Tindall；2021年3月21日—）是扎拉·廷德爾與邁克·廷德爾的第三個孩子和獨子，同時是伊利沙伯二世與愛丁堡公爵菲利普親王的第十位曾孫輩。他出生時在英國王位繼承順序中排第22位，現時排名第25位。

## 出生
2021年3月21日，魯卡斯·菲臘·廷德爾在格洛斯特加特康比公園的家中出生，是扎拉·廷德爾與邁克·廷德爾的第三個孩子和獨子，同時是伊利沙伯二世與愛丁堡公爵菲臘親王的第十位曾孫輩，因此他出生時在英國王位繼承順序中排第22位，現時排名第25位，是伊利沙伯二世的後裔中排名最低的一位。
2021年11月21日，魯卡斯與表哥奧古斯特·布魯斯班克在諸聖皇家禮拜堂一同以約旦河河水受洗，當時伊利沙伯二世、長公主安妮、約克公爵安德魯王子、約克公爵夫人莎拉、威廉王子等人在場。

## 公開露面
2022年4月，魯卡斯首度公開露面，與家人一起在遊樂場觀看母親在伯納姆市場國際馬術比賽（Burnham Market International Horse Trials）中的比賽。
2022年8月，魯卡斯與家人一同在外祖母安妮的莊園參與英國三項賽節（Festival of British Eventing）。

## 外部連結
- 魯卡斯·廷德爾在互联网电影资料库（IMDb）上的資料（英文）

| 魯卡斯·廷德爾 出生于：2021年3月21日 | 魯卡斯·廷德爾 出生于：2021年3月21日 | 魯卡斯·廷德爾 出生于：2021年3月21日 |
| 頭銜繼承順序                        | 頭銜繼承順序                        | 頭銜繼承順序                        |
| ----------------------------------- | ----------------------------------- | ----------------------------------- |
| 前任者： 莉娜·廷德爾                | 英國王位繼承 第二十五順位           | 下一順位： 斯諾登伯爵               |